# Radeon RX Vega
Radeon RX Vega — серия видеокарт, производимых группой Radeon, структурным подразделением компании AMD. Эти карты используют ядра архитектуры Vega, высокоскоростную память HBM2 и изготовлены по техпроцессу 14 нм FinFET. Графические ядра Vega относятся к пятому поколению GCN (Graphics Core Next). Им на смену в 2019 году пришла архитектура RDNA. 
Первые видеокарты на архитектуре Vega были представлены 14 августа 2017 г., это были RX Vega 56 и RX Vega 64, по рекомендованной стартовой цене $399 и $499 соответственно.

## История
Видеокарты RX Vega — преемники серии видеокарт R5/R7/R9 300. Частичные спецификации архитектуры Vega и первый видеочип Vega 10 были анонсированы на презентации Radeon Instinct MI25 в декабре 2016 года. Спустя некоторое время компания AMD раскрыла подробную информацию об архитектуре Vega, главными особенностями которой были увеличение количества выполняемых за такт инструкций, более высокие тактовые частоты, и поддержка памяти типа HBM2.

## Объявление
Vega была анонсирована компанией AMD 5 января 2017 на CES 2017 вместе с процессорами Ryzen.

## Видеочипы

### Настольные видеокарты
| Модель (кодовое имя)               | Выпуск             | Архитектура | Транзисторы Размер чипа | Ядро              | Ядро            | Скорость заполнения | Скорость заполнения | Вычислительная мощность (GFLOPS) | Вычислительная мощность (GFLOPS) | Вычислительная мощность (GFLOPS) | Память            | Память     | Память             | Память                        | TBP (Вт) | Интерфейс шины | Рекомендованная розничная цена в момент выхода |
| Модель (кодовое имя)               | Выпуск             | Архитектура | Транзисторы Размер чипа | Конфигурация      | Частота (в МГц) | Текстуры (ГТранс/с) | Пиксели (ГПикс/с)   | Половинная                       | Одиночная                        | Двойная                          | Тип и ширина шины | Объём (ГБ) | Частота (МТранс/с) | Пропускная способность (ГБ/с) | TBP (Вт) | Интерфейс шины | Рекомендованная розничная цена в момент выхода |
| ---------------------------------- | ------------------ | ----------- | ----------------------- | ----------------- | --------------- | ------------------- | ------------------- | -------------------------------- | -------------------------------- | -------------------------------- | ----------------- | ---------- | ------------------ | ----------------------------- | -------- | -------------- | ---------------------------------------------- |
| Radeon RX Vega 56 (Vega 10)        | 28 августа 2017 г. | 14 нм       | 12,5⋅109 486 мм2        | 3584:224:64 56 CU | 1156 1471       | 258.9 329.5         | 74.0 94.1           | 16572 21088                      | 8286 10544                       | 518 659                          | HBM2 2048 бит     | 8          | 1600               | 410                           | 210      | PCIe 3,0 ×16   | $399                                           |
| Radeon RX Vega 64 (Vega 10)        | 28 августа 2017 г. | 14 нм       | 12,5⋅109 486 мм2        | 4096:256:64 64 CU | 1247 1546       | 319.2 395.8         | 79.8 98.9           | 20431 25330                      | 10215 12665                      | 638 792                          | HBM2 2048 бит     | 8          | 1890               | 483.8                         | 295      | PCIe 3,0 ×16   | $499                                           |
| Radeon RX Vega 64 Liquid (Vega 10) | 28 августа 2017 г. | 14 нм       | 12,5⋅109 486 мм2        | 4096:256:64 64 CU | 1406 1677       | 359.9 429.3         | 90.0 107.3          | 23036 27476                      | 11518 13738                      | 720 859                          | HBM2 2048 бит     | 8          | 1890               | 483.8                         | 345      | PCIe 3,0 ×16   | $699                                           |
| AMD Radeon VII (Vega 20)           | 7 февраля 2019 г.  | 7 нм        | 13,2⋅109 331 мм2        | 3840:240:64 60 CU | 1400 1750       | 336 420             | 89.6 112            | 22272 27648                      | 11136 13824                      | 2784 3458                        | HBM2 4096 бит     | 16         | 2000               | 1028                          | 300      | PCIe 3,0 ×16   | $699                                           |

1. ↑  Количество унифицированных шейдеров : Количество текстурных блоков (TMU) : Количество блоков растеризации (ROP)	и Compute Units (CU)

### Видеокарты для рабочих станций
| Модель (кодовое имя)                                           | Дата выхода Цена       | Архитектура (Техпроцесс) | Транзисторов Площадь ядра | Ядро              | Ядро          | Скорость заполнения | Скорость заполнения | Производительность (GFLOPS) | Производительность (GFLOPS) | Производительность (GFLOPS) | Память     | Память                        | Память           | Память         | ТДП(Вт) | Интерфейс   |
| Модель (кодовое имя)                                           | Дата выхода Цена       | Архитектура (Техпроцесс) | Транзисторов Площадь ядра | Конфигурация      | Частота (МГц) | Текстур (ГТ/с)      | Пикселей (ГП/с)     | Half                        | Single                      | Double                      | Объём (Гб) | Пропускная способность (Гб/с) | Тип и шина (бит) | Частота (МТ/с) | ТДП(Вт) | Интерфейс   |
| -------------------------------------------------------------- | ---------------------- | ------------------------ | ------------------------- | ----------------- | ------------- | ------------------- | ------------------- | --------------------------- | --------------------------- | --------------------------- | ---------- | ----------------------------- | ---------------- | -------------- | ------- | ----------- |
| Radeon Vega Frontier Edition (воздушное охлаждение) (Vega 10)  | 27 июня 2017 г. $999   | GCN 5 (14 нм)            | 12,5⋅109 494 mm2          | 4096:256:64 64 CU | 1382 1600     | 353.8 409.6         | 88.4 102.4          | 22,643 26,214               | 11,321 13,107               | 707.6 819.2                 | 16         | 484                           | HBM2 2048        | 1890           | 300     | PCIe 3.0×16 |
| Radeon Vega Frontier Edition (жидкостное охлаждение) (Vega 10) | 27 июня 2017 г. $1,499 | GCN 5 (14 нм)            | 12,5⋅109 494 mm2          | 4096:256:64 64 CU | 1382 1600     | 353.8 409.6         | 88.4 102.4          | 22,643 26,214               | 11,321 13,107               | 707.6 819.2                 | 16         | 484                           | HBM2 2048        | 1890           | 375     | PCIe 3.0×16 |

1. ↑  Количество унифицированных шейдеров : Количество текстурных блоков (TMU) : Количество блоков растеризации (ROP)	и Compute Units (CU)

| Модель (кодовое имя)             | Дата выхода Цена  | Архитектура (Техпроцесс) | Транзисторов Площадь ядра | Ядро                          | Ядро          | Скорость заполнения | Скорость заполнения | Производительность (GFLOPS) | Производительность (GFLOPS) | Производительность (GFLOPS) | Память     | Память                        | Память           | Память         | ТДП(Вт) | Интерфейс   |
| Модель (кодовое имя)             | Дата выхода Цена  | Архитектура (Техпроцесс) | Транзисторов Площадь ядра | Конфигурация                  | Частота (МГц) | Текстур (ГТ/с)      | Пикселей (ГП/с)     | Half                        | Single                      | Double                      | Объём (Гб) | Пропускная способность (Гб/с) | Тип и шина (бит) | Частота (МТ/с) | ТДП(Вт) | Интерфейс   |
| -------------------------------- | ----------------- | ------------------------ | ------------------------- | ----------------------------- | ------------- | ------------------- | ------------------- | --------------------------- | --------------------------- | --------------------------- | ---------- | ----------------------------- | ---------------- | -------------- | ------- | ----------- |
| Radeon Pro Vega II (Vega 20)     | 2019 г. $2,800    | GCN 5 (7 нм)             | 13,23⋅109 331 mm2         | 4096:256:64 64 CU             | 1720          | 440.3               | 110.1               | 28,180                      | 14,090                      | 880                         | 32         | 1024                          | HBM2 4096        | 2000           | 475     | PCIe 3.0×16 |
| Radeon Pro Vega II Duo (Vega 20) | 2019 г. $5,600    | GCN 5 (7 нм)             | 13,23⋅109 331 mm2         | \| 2× \| 4096:256:64 64 CU \| | 1720          | 2× 440.3            | 2× 110.1            | 2× 28,180                   | 2× 14,090                   | 2× 880                      | 2× 32      | 2× 1024                       | HBM2 2× 4096     | 2000           | 475     | PCIe 3.0×16 |
| 2×                               | 4096:256:64 64 CU |                          |                           |                               |               |                     |                     |                             |                             |                             |            |                               |                  |                |         |             |

1. ↑  Количество унифицированных шейдеров : Количество текстурных блоков (TMU) : Количество блоков растеризации (ROP)	и Compute Units (CU)

### Мобильные видеокарты для рабочих станций
| Модель (кодовое имя)          | Дата выхода Цена   | Архитектура (Техпроцесс) | Транзисторов Площадь ядра | Ядро              | Ядро          | Скорость заполнения | Скорость заполнения | Производительность (GFLOPS) | Производительность (GFLOPS) | Производительность (GFLOPS) | Память     | Память                        | Память           | Память         | ТДП(Вт)    | Интерфейс   |
| Модель (кодовое имя)          | Дата выхода Цена   | Архитектура (Техпроцесс) | Транзисторов Площадь ядра | Конфигурация      | Частота (МГц) | Текстур (ГТ/с)      | Текстур (ГТ/с)      | Half                        | Single                      | Double                      | Объём (Гб) | Пропускная способность (Гб/с) | Тип и шина (бит) | Частота (МТ/с) | ТДП(Вт)    | Интерфейс   |
| ----------------------------- | ------------------ | ------------------------ | ------------------------- | ----------------- | ------------- | ------------------- | ------------------- | --------------------------- | --------------------------- | --------------------------- | ---------- | ----------------------------- | ---------------- | -------------- | ---------- | ----------- |
| Radeon Pro Vega 16 (Vega 12)  | 14 ноября 2018 г.  | GCN 5 (14 нм)            | Неизвестно                | 1024:64:32 16 CU  | 815 1190      | 52.16 76.16         | 26.08 38.08         | 3,338 4,874                 | 1,669 2,437                 | 104.3 152.3                 | 4          | 307.2                         | HBM2 1024        | 2400           | 50         | PCIe 3.0×16 |
| Radeon Pro Vega 20 (Vega 12)  | 14 ноября 2018 г.  | GCN 5 (14 нм)            | Неизвестно                | 1280:80:32 20 CU  | 815 1283      | 65.20 102.6         | 26.08 41.06         | 4,173 6,569                 | 2,086 3,285                 | 130.4 205.3                 | 4          | 189.4                         | HBM2 1024        | 1480           | 50         | PCIe 3.0×16 |
| Radeon Pro Vega 48 (Vega 10)  | 19 марта 2019 г.   | GCN 5 (14 нм)            | 12,5⋅109 495 mm2          | 3072:192:64 48 CU | 1200          | 230.4               | 76.80               | 14,746                      | 7,373                       | 460.8                       | 8          | 402.4                         | HBM2 2048        | 1572           | Неизвестно | PCIe 3.0×16 |
| Radeon Pro Vega 56 (Vega 10)  | 17 августа 2017 г. | GCN 5 (14 нм)            | 12,5⋅109 495 mm2          | 3584:224:64 56 CU | 1138 1250     | 254.9 280.0         | 72.83 80.00         | 16,314 17,920               | 8,157 8,960                 | 509.8 560.0                 | 8          | 402.4                         | HBM2 2048        | 1572           | 120        | PCIe 3.0×16 |
| Radeon Pro Vega 64 (Vega 10)  | 17 июня 2017 г.    | GCN 5 (14 нм)            | 12,5⋅109 495 mm2          | 4096:256:64 64 CU | 1250 1350     | 320.0 345.6         | 80.00 86.40         | 20,480 22,118               | 10,240 11,059               | 640.0 691.2                 | 16         | 402.4                         | HBM2 2048        | 1572           | Неизвестно | PCIe 3.0×16 |
| Radeon Pro Vega 64X (Vega 10) | 19 марта 2019 г.   | GCN 5 (14 нм)            | 12,5⋅109 495 mm2          | 4096:256:64 64 CU | 1250 1468     | 320.0 375.8         | 80.00 93.95         | 20,480 24,051               | 10,240 12,026               | 640.0 751.6                 | 16         | 512.0                         | HBM2 2048        | 2000           | Неизвестно | PCIe 3.0×16 |

1. ↑  Количество унифицированных шейдеров : Количество текстурных блоков (TMU) : Количество блоков растеризации (ROP)	и Compute Units (CU)

### Процессоры со встроенным графическим ядром
В архитектуру некоторых процессоров Ryzen была встроена графика Vega, которая использовалась во многих продуктах компании AMD.